# 利納雷斯省

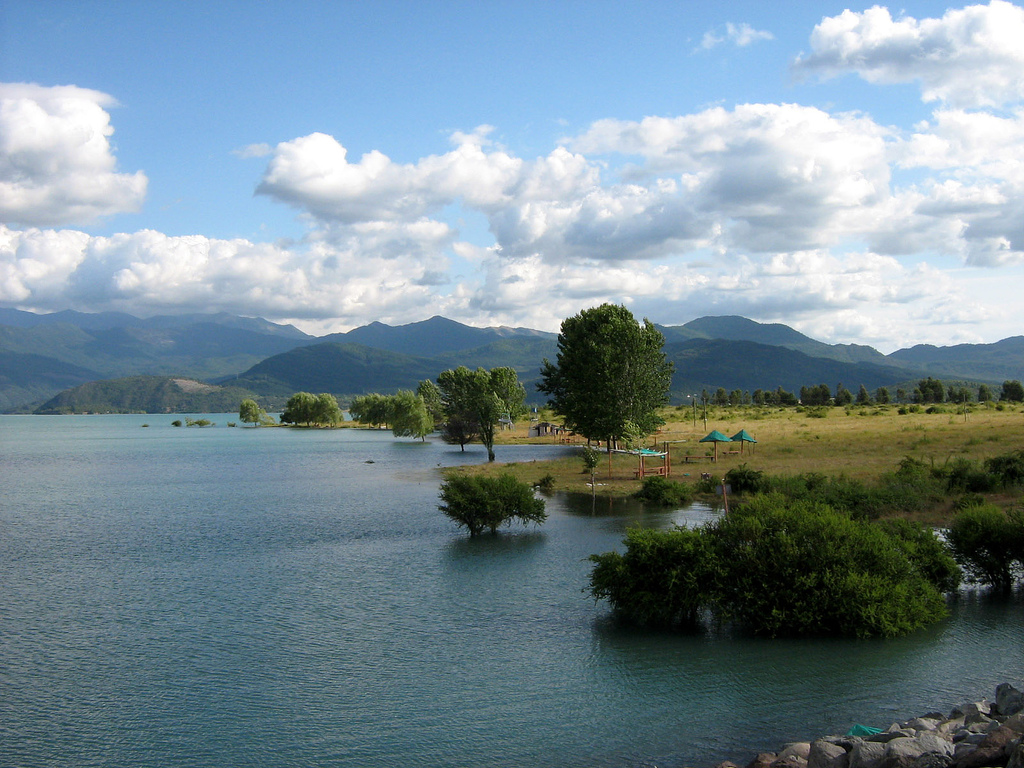

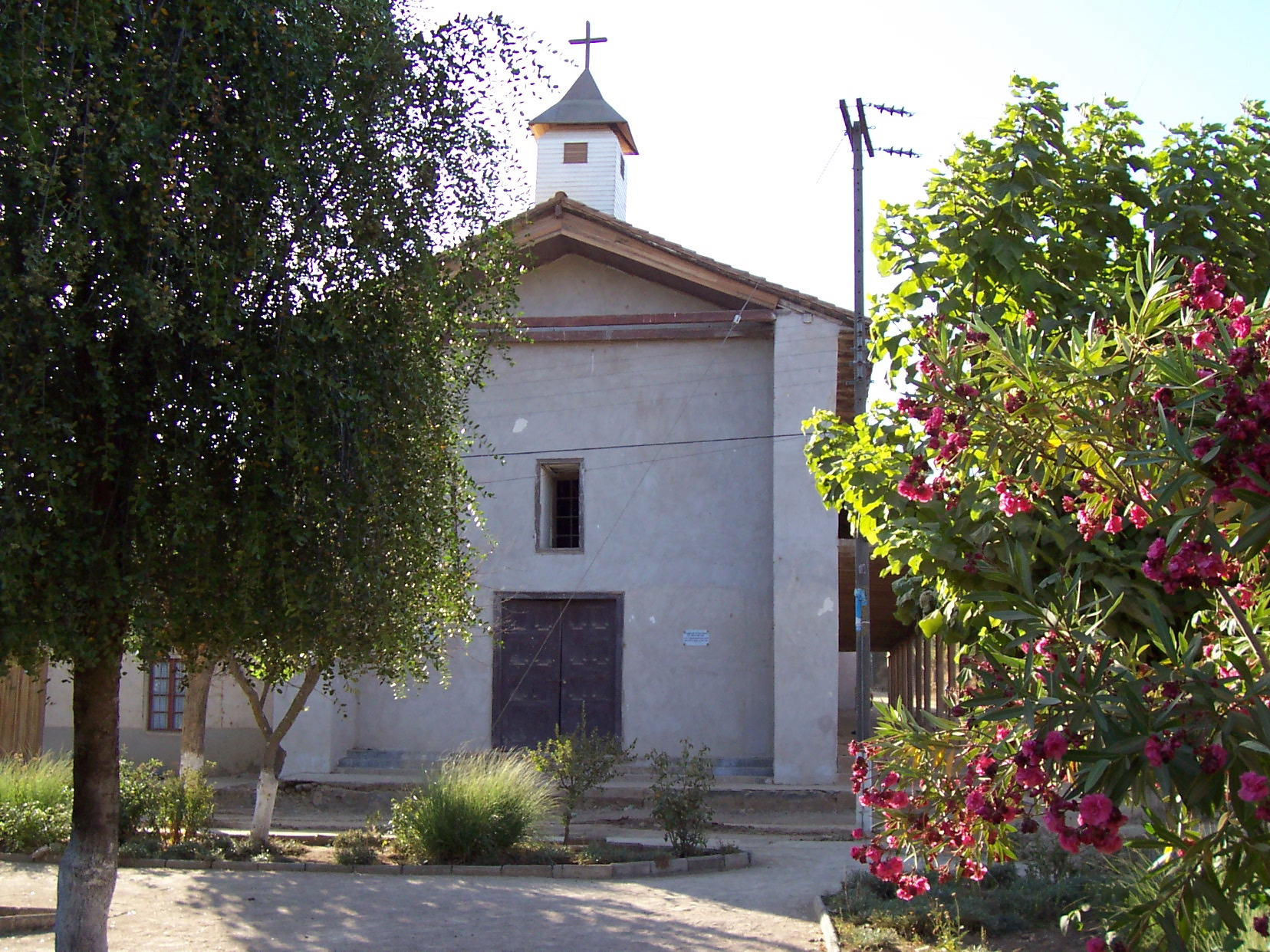

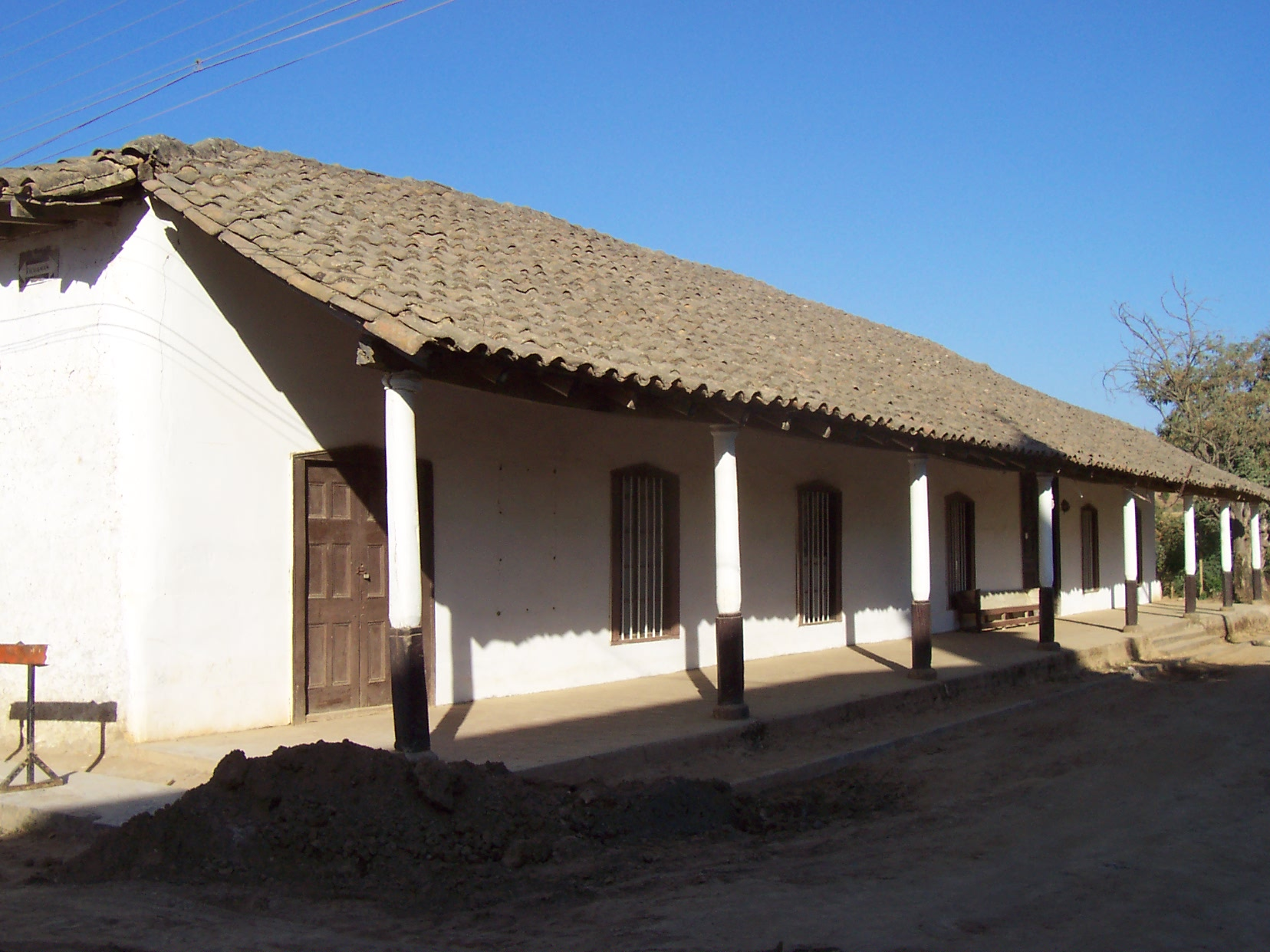

利納雷斯省是智利的54個省份之一，位於該國中部，由馬烏萊大區負責管轄，首府設於利納雷斯，面積10,041平方公里，2002年人口253,990，人口密度每平方公里25.3人。

## 外部連結
- Linares Museum of Arts and Crafts （西班牙文）
- Official website （页面存档备份，存于） of the Diocese of Linares （西班牙文）
- Discover Linares - commercial site （西班牙文）